# Smaltjärnen (Arvidsjaurs socken, Lappland, 730269-164320)
Smaltjärnen är en sjö i Arvidsjaurs kommun i Lappland och ingår i Byskeälvens huvudavrinningsområde.